# A Love So Beautiful
A Love So Beautiful (chino: 致我们单纯的小美好, Pinyin= Zhì Wǒ Mén Dān Chún De Xiǎo Měi Hǎo), es una serie de televisión china emitida del 9 de noviembre del 2017 al 7 de diciembre del 2017 a través de Tencent Video.

## Sinopsis
La serie cuenta la historia de amor de dos amigos de la infancia: Jiang Chen, un joven genio y orgulloso de sí mismo y Chen Xiaoxi, una joven linda con mucha energía, quienes han sido vecinos desde que estaban en el jardín de infantes. 
Xiaoxi, es una joven alegre que no estudia mucho y expresa su admiración por Jiang Chen, quien es un joven popular, conocido por su aspecto atractivo y sus altas calificaciones. Chen también es un joven distante e indiferente hacia las personas, debido a la muerte temprana de su padre. Y aunque está enamorado de Xiaoxi, al inicio no le dice nada.
Durante su último año en la escuela secundaria juntos se preparan para presentar el "Gao Kao", el examen Nacional de ingreso a la educación superior (en inglés: "National Higher Education Entrance Examination"). 
Junto a sus compañeros de clase, el divertido y de mente sucia Lu Yang, a la atlética pero contundente Lin Jingxiao y el genial nadador nacional Wu Bosong, se embargan de la vida de la escuela secundaria a la universidad, hasta su vida adulta.

## Reparto

### Personajes principales
| Actor     | Personaje   | Nº de episodios | Notas |
| --------- | ----------- | --------------- | --- |
| Hu Yitian | Jiang Chen  | 24              | Es un estudiante de élite conocido por su aspecto e inteligencia que está enamorado de Chen Xiaoxi si que el se de cuenta. Más tarde se convierte en un cirujano cardíaco. |
| Shen Yue  | Chen Xiaoxi | 24              | Es una joven optimista y alegre, con un talento para dibujar, más tarde se convierte en una caricaturista. Admira a Jiang Chen.                                            |

### Personajes secundarios
| Actor             | Personaje    | Nº de episodios | Notas |
| ----------------- | ------------ | --------------- | --- |
| Gao Zhiting       | Wu Bosong    | -               | Es un joven alegre, le encanta hacer bromas y jugar y ama nadar. Es leal hacia Chen Xiaoxi y actúa como su ángel guardián. Está enamorado de ella, aunque Xiaoxi no lo está de él, ya que está enamorada de Jiang Chen. |
| Wang Ziwei        | Lin Jingxiao | -               | Es la mejor amiga de Chen Xiaoxi, es una joven poco femenina, que protege ferozmente a sus amigos y no tolera las mentiras. Quiere ser astrónoma y más tarde se enamora y se casa con Lu Yang.                          |
| Sun Ning          | Lu Yang      | -               | Es un joven ruidoso y bullicioso, que tiene problemas graves del corazón. Más tarde se enamora de Lin Jingxiao y se casa con ella.                                                                                      |
| Lü Yan            | Li Wei       | -               | Es la presidenta de la clase, sin embargo sufre de depresión debido al estrés al que está sometida. Está enamorada de Jiang Chen, sin embargo él no lo está de ella, ya que ama a Xiaoxi.                               |
| Zhang He Hao Zhen | Li Shu       | -               | Es el médico de la escuela, que más tarde se convierte en un médico de renombre mundial |
| Wang Jiahui       | Qiao Lu      | -               | Es la mejor amiga de Li Wei, siempre la defiende y actúa groseramente con aquellos que la maltratan. |

### Otros personajes
| Actor         | Personaje      | Nº de episodios | Notas                       |
| ------------- | -------------- | --------------- | --------------------------- |
| Zhou Zi Xin   | Su Mu          | -               |                             |
| Na Sheng Yan  | Wang Da Zhuang | -               |                             |
| Wang Qiao Lin | Zhuang Dong Na | -               |                             |
| Cui Bin       | -              | -               | Es el padre de Jiang Chen.  |
| Fan Shu Zhen  | -              | -               | Es la abuela de Wu Baisong. |
| Zhan Si Yu    | Wang Xiao Jie  | -               |                             |
| Pu Lv Nao     | Cui Ning Ning  | -               |                             |

## Episodios
La serie estuvo conformada por 23 episodios y 1 especial, los cuales fueron de jueves y viernes.
En el capitulo 11 durante el minuto 16:25 se pueden observar 3 posters del manga Itazura na Kiss.

### Remakes
En julio de 2020 se anunció que la serie tendría un remake surcoreano, el cual es protagonizado por Kim Yo-han, So Joo-yeon y Yeo Hoe-hyun.

## Música
El soundtrack original del drama está conformado por 8 pistas.
| No. | Artista    | Canción                                                      | Letras    | Música    | Tiempo |
| --- | ---------- | ------------------------------------------------------------ | --------- | --------- | ------ |
| 1   | Wang Junqi | "How Much I Like You, You Would Know" (我多喜欢你，你会知道) | Yin Kaiyi | Yin Kaiyi | 3:20   |
| 2   | Hu Yitian  | "It's a Dream" (是梦吧)                                      | Yin Kaiyi | Yin Kaiyi |        |
| 3   | Feng Jiaqi | "Little Beauty"                                              | Yin Kaiyi | Jie Nan   |        |

## Premios y nominaciones
| Año  | Categoría                        | Premio                                      | Nominado            | Resultado |
| ---- | -------------------------------- | ------------------------------------------- | ------------------- | --------- |
| 2017 | Most Promising Actor             | Tencent Video Star Award                    | Hu Yitian           | Ganó      |
| 2017 | New Generation Young Actor Award | 9th China TV Drama Award                    | Hu Yitian           | Ganó      |
| 2017 | Top 10 Web Series                | 3rd China Pan-Entertainment Annual Ceremony | A Love So Beautiful | Ganó      |
| 2017 | Best Web Series                  | 8th Macau International Television Festival | A Love So Beautiful | Nominado  |

## Producción
La serie estuvo basada en la novela "To Our Pure Little Beauty" del escritor chino Zhao Gangan.
También fue conocida como "To: Our Pure Little Beauty".
Dirigida por Yang Long (杨龙) y Tang Bin (唐彬), contó con los escritores Zhao Qianqian, Wu Tong, Wang Yanbei, quienes contaron con los asistentes de guionistas  Guionista: Duan Yuyue, Yu Gu y Zhou Chucen, mientras que la producción estuvo a cargo de Dai Lu.
Contó con la compañía de producción "Tencent Television Group" y fue distribuida por Zhejiang Huace Film & TV.

## Popularidad
La serie fue popular durante su transmisión y recibió críticas positivas por su caracterización e historia.
El drama superó los más de 5.500 millones de visitas en su plataforma en línea.

## Emisión internacional
- Taiwán: CHOCO TV
- Malasia: Astro Shuang Xing
- Filipinas: ABS-CBN[5][6][7]
- Netflix[8]
- Corea: KTH
- Vietnam
- Estados Unidos
- Australia
- Rakuten Viki[9]